# Station Groß Tuchen
Station Groß Tuchen was een spoorwegstation in de Poolse plaats Tuchomie.